# 泰州汪氏住宅
汪氏住宅位于江苏省泰州市海陵区季家院25号。厅屋为明代建筑，保存完好，面阔12米，进深6.9米，高5.5米，柏木梁架。屋后有明万历年间水井。1995年4月19日，汪氏住宅公布为第四批江苏省文物保护单位。　　